# Felipe Aguirre
Felipe Aguirre (Bogotá, 25 novembre 1976) è un direttore d'orchestra colombiano residente in Spagna.

## Biografia
Nato a Bogotá, ha iniziato gli studi di pianoforte in tenera età con suo padre. Presso il Conservatorio della sua città natale ha ricevuto una formazione in pianoforte con Tatiana Pavlova, in composizione con Blas Emilio Atehortúa e in direzione d'orchestra con Carlos Alvarado. Si è trasferito a Vienna nel 1997 per proseguire gli studi presso il Conservatorio della città, dove si è diplomato con lode nel 2001, completando la formazione in Direzione d'Orchestra con i maestri Georg Mark e Reinhard Schwarz.

## Carriera
Nel 1998 ha iniziato la sua carriera internazionale come direttore presso l’Opera di Città del Capo; lì, insieme alla Cape Town Philharmonic e cantanti come Johan Botha e Michelle Breedt, ha diretto le produzioni I racconti di Hoffmann (di J. Offenbach) e I dialoghi delle Carmelitane (di F. Poulenc). Il suo debutto come pianista ha avuto luogo negli Stati Uniti, interpretando il Concerto n. 2 di Sergej Rachmaninov sotto la direzione di Lucas Richman, con la Spokane Symphony nello stato di Washington. Da allora, la sua attività musicale come direttore e pianista lo ha portato a esibirsi nei più importanti palcoscenici d’Europa e d’America. Come solista di pianoforte ha collaborato con diverse orchestre come l’Orchestra Sinfonica Nazionale della Colombia, la Sinfonica del Tolima, la Filarmonica di Cundinamarca, la Giovane Orchestra Balearica, la Sinfonica di Innsbruck e la Orchester-Verein di Vienna.
Dal 2000 ha diretto le più importanti formazioni sinfoniche del suo paese: l’Orchestra Filarmonica di Bogotá, l’Orchestra Filarmonica di Medellín, l’Orchestra Sinfonica EAFIT, la Filarmonica del Valle, la Filarmonica di Cundinamarca, l’Orchestra FOSBO e l’Orchestra Sinfonica Nazionale della Colombia; con quest’ultima ha effettuato tournée in vari paesi.
Nel contesto europeo, la sua attività direttoriale è iniziata presso la celebre Konzerthaus di Vienna, alla guida dell’Orchestra Sinfonica di Bratislava, con l’esecuzione della Nona Sinfonia di Anton Bruckner. Da gennaio 2000 ha ricoperto l’incarico di direttore principale della Società Corale e dell’Orchestra della città di Schwechat  (Bassa Austria), un ruolo culminato con la sua nomina a direttore onorario. Nello stesso anno ha diretto un ciclo di concerti sinfonico-corali con la Kammer-Philharmonie ungherese.
Tra il 2001 e il 2003 è stato primo direttore ospite della Orchester-Verein di Vienna, con la quale si è esibito più volte nella Sala d'Oro del Musikverein. Nella stessa stagione è stato nominato direttore principale della Schönnbrunner Kapelle di Vienna, con la quale si è specializzato nel repertorio operistico mozartiano. Di particolare rilievo è anche la sua collaborazione con l’Orchestra e Coro di Musica Antica del Conservatorio di Vienna, con cui ha approfondito il repertorio barocco e l’interpretazione storicamente informata. Nel 2005 ha collaborato con l’Opera delle Baleari nella produzione di La fanciulla del West di Giacomo Puccini e nello stesso anno ha diretto la Tiroler Kammerorchester (Austria).
Per due anni (2002–2004) è stato direttore principale dell’Orchestra Sinfonica del Tolima, distinguendosi per l’interpretazione delle sinfonie di Anton Bruckner e Dmitrij Šostakovič, nonché per la collaborazione con Incolballet nella messa in scena del balletto Lo Schiaccianoci. Nel 2006 ha assunto la direzione musicale di una nuova produzione dell’opera Don Giovanni a Bogotá. Nel 2009 è stato invitato dal Ministero della Cultura di Cuba a dirigere l’Orchestra Sinfonica di Oriente e a realizzare la prima esecuzione nel Paese di sinfonie di A. Bruckner con l’Orchestra Sinfonica Nazionale di Cuba. In diverse occasioni ha diretto l’Opera di Colombia, con produzioni quali La Traviata (2010), Madama Butterfly (2011) e Le nozze di Figaro (2012). Tra le altre produzioni si segnalano anche L’Enfant et les Sortilèges (2013) e Gianni Schicchi (2014), con la quale ha effettuato una tournée nazionale. Dal 2015 ha diretto galà lirici con cantanti di fama internazionale come Fernando de la Mora, Olga Peretyatko, Thomas Hampson, Ainhoa Arteta e Roberto Alagna, con il quale si è esibito in numerose occasioni, anche all’Opera Reale di Mascate.
Dal 2010 collabora con l’Orchestra Sinfonica delle Isole Baleari e con il Conservatorio Superiore di Musica delle Isole Baleari in qualità di docente e direttore. Nel 2015 è stato ospite speciale dell’Orchestra Sinfonica Presidenziale della Turchia, ad Ankara, con la quale ha instaurato una stretta collaborazione, e ha diretto una nuova produzione dell’opera Dido and Aeneas presso il Teatro Lirico Nazionale di Cuba. Nel 2016 ha diretto l’Orchestra Sinfonica di Brasilia, in Brasile, e nel 2019 si è esibito nel celebre Palazzo delle Belle Arti di Città del Messico, dirigendo l’Orchestra Sinfonica Nazionale del paese. Dal 2022 è stato invitato a dirigere l’Orchestra Sinfonica di Lecce e del Salento, in Italia.
Dal 2014 è Direttore Artistico del Festival Santa Catalina Classics, dove ha collaborato con musicisti del calibro di Zubin Mehta, Daniel Barenboim, Kiri Te Kanawa, Anna Netrebko e Hilary Hahn.

## Pubblicazioni
- F. Aguirre, En el Umbral del Laberinto: Reflexiones sobre música, arte y filosofía, Editorial Cerix, Palma di Maiorca, 2023. ISBN 978-84-945704-6-9.
- F. Garrido, G. Laguna e F. Aguirre (Ed.), Dioniso, el vino y la música: divino frenesí, de ayer a hoy, Editorial Cerix / UCOPress, 2019. ISBN 978-84-945704-3-8.
- Giamblico, Ierocle e altri autori (Ed. e trad.: F. Aguirre), Sabiduría Pitagórica | textos y fragmentos, Editorial Cerix, Palma di Maiorca, 2017. ISBN 978-84-945704-2-1.

## Discografia
- Robert Schumann, Sinfonia n.º 4 in Re minore, Op. 120 (Orchestra Sinfónica Nazionale di Colombia)
- Serguéi Rajmáninov, Le Campane, Op. 35 (Orchestra Sinfónica di Bogotá)[8]
- Wolfgang Amadeus Mozart, Requiem, KV 626 (Ungarische Kammerphilharmonie)
- Ludwig Van Beethoven, Concierto per Pianoforte No 1 in Do Maggiore, Op. 15 (Tiroler Kammerorchestrer)[9]
- Nicolás Prada, Cantata per la Pace[10] (Orchestra Filarmonía Popayán)